# Neoseiulus tridenticus
Neoseiulus tridenticus är en spindeldjursart som beskrevs av Ueckermann, Moraes och Zannou 2006. Neoseiulus tridenticus ingår i släktet Neoseiulus och familjen Phytoseiidae. Inga underarter finns listade i Catalogue of Life.